# カルロス・タマラ
カルロス・タマラ（Carlos Tamara、1983年3月15日 - ）は、コロンビアのプロボクサー。スクレ県シンセレーホ出身。元IBF世界ライトフライ級王者。
現在はアメリカニュージャージー州に活動拠点がある。

## 来歴
タマラのアマチュア時代の戦績は不明だが、2004年アテネオリンピックライトフライ級部門に出場し、1回戦はモロッコの選手を相手に判定48-0の大差判定で快勝するも、2回戦にイタリアの選手に敗れ3回戦進出はならなかった。その後大会後タマラはプロに転向した。
オリンピック開催して8か月後の2005年4月8日、プロのリングに登場し相手も同じくデビューした選手だった。2回TKO勝ちでデビュー戦を白星で飾った。
その後、アメリカに渡りニュージャージー州に活動拠点移した。
2006年3月10日拠点を移してのアメリカデビュー戦をフロリダ州シビック・センターで行った。相手は2戦全勝のイスラエル・セレスポと対戦し5回終了時にセレスポ陣営の棄権により無敗対決を制した。
2006年6月16日、アルフォンソ・デ・ラ・ホズとWBCラテンアメリカフライ級王座決定戦を行い、3-0の大差判定勝ちで王座獲得に成功した。
2006年9月22日、コロラド州マイル・ハイ・イベンツ・センターにて空位のWBC、WBOラテンアメリカライトフライ級王座を賭けてラルド・ベルデと対戦し、1-2(114-113、113-114、111-116)の判定負けを喫し王座獲得に失敗しプロ初黒星。
2006年11月3日、アリゾナ州パロ・デュロ・ゴルフ・クラブにて後のWBA・WBO世界ライトフライ級スーパー王者ジョバンニ・セグラとNABF北米ライトフライ級暫定王座決定戦を行い、0-3(112-116、111-117、110-118)の大差判定負けで完敗を喫して王座獲得ならず。
2007年4月13日、ミシシッピー州フィッツジェラルズ・ホテル・アンド・カジノにて後にフライ級で指名挑戦者として世界挑戦する16戦全勝のラヨンタ・ウィントフィールドとNABO北米ライトフライ級王座決定戦を行い、0-3(109-115、110-115、112-113)の判定負けを喫しまたしても王座獲得ならず。
2007年10月27日、ホせ・メナが持つWBCラテンアメリカフライ級王座に挑戦。5回35秒レフェリーストップによるTKO勝ちを収め王座返り咲きに成功した。
2007年12月7日、フロリダ州マイアミミコッスキー・インディアン・ゲーミング・リゾートにて同じく後の世界挑戦者アレハンドロ・エルナンデスと対戦した。タマラが持つWBCラテンアメリカ王座とエルナンデスが持つWBOラテンアメリカ王座のラテンアメリカ統一戦を行い、3-0(2者が117-111、116-112)の判定勝ちを収めWBCラテンアメリカタイトル初防衛とWBOラテンアメリカタイトル獲得に成功した。この試合でWBOでのランカー入りを果たし、WBCでもランキングを中間に付けた。
2008年1月25日、アルゼンチンチュブ州プエルト・マドリンのヌエブロ・ポラシオ・アウリネグロにてWBO世界フライ級王者オマール・ナルバエスに挑戦し、0-3(2者が109-119、108-120)の判定負け。ナルバエスはこの試合で12度目の防衛に成功した。
2008年6月20日、ファン・エスクゥエラが持つWBC・WBOラテンアメリカライトフライ級とWBAフェデセントロフライ級王座に挑戦。WBC・WBOラテンアメリカタイトルとWBAフェデセントロタイトルがかかった一戦になり、3-0(3者とも116-112)の判定勝ちを収め3つ全ての王座獲得に成功した。
2010年1月23日、フィリピンパサイのクネタ・アストロドームにてIBF世界ライトフライ級王者ブライアン・ビロリアと対戦した。アメリカのプロボクサーでありながら第2のホームフィリピンの試合は完全アウェーになった。激しい打ち合いの好試合になった。試合は判定でも1-2と(105-104 、103-106、104-105)わずかにビロリアリードで最終ラウンドに突入。9回から徐々に反撃したタマラはペースを少しずつ握りだし、タマラの連打が決まるとレフェリーがストップ。12回1分45秒逆転TKO勝ちで王座獲得に成功した。試合後控室で意識を失ったビロリアは大事を取って病院に直行し検査の結果は異状がなかった。
2010年5月29日、2年振りのアルゼンチン登場。ブエノスアイレスのクラブ・オンス・ユニオスにてルイス・アルベルト・ラサルテと対戦し、1-2(115-113、112-116、113-115)の僅差判定負け。初防衛に失敗しわずか4か月の短期に終わり王座から陥落した。
減量苦を機にフライ級に再転向。
2010年11月27日、セブのセブシティ・ウォターフロント・ホテル・アンド・カジノにて22戦全勝のフライ級のホープミラン・メリンド(ALA)と対戦し、0-3(2者が92-98、93-97)の判定負け。無敗のホープに完敗を許し、WBA・WBC・IBF・WBO全てで世界ランカー入りを果たす結果になった。
2011年9月24日、ヘスス・ヒメネスとIBFラテンアメリカフライ級王座とIBF世界フライ級王者モルティ・ムザラネへの挑戦権がかかった試合になったが1-1(116-112 、114-114 、113-115 )の引き分けに終わりムザラネへの挑戦権獲得とIBFラテンアメリカ王座獲得ならず。
おも2012年4月26日、パナマシティにあるアレナ・ロベルト・デュランにてリカルド・ヌネスとモルティ・ムザラネへの挑戦権がかかった試合で対戦し、6回2分34秒TKO負けを喫しムザラネへの挑戦権獲得に失敗した。
2013年6月1日、ソノラ州エルモシージョのエスタディオ・ソノラにて元WBA世界フライ級王者エルナン・マルケスとWBA・WBO世界フライ級スーパー王者ファン・フランシスコ・エストラーダへの挑戦権がかかった試合を行った。5回ダウンを奪われるとそのままマルケスペースになり0-3(107-120、108-120、109-119)の大差判定負け。 エストラーダへの挑戦権獲得ならず。

## 戦績
- プロボクシング：33戦 24勝 (17KO) 8敗 2分

## 獲得タイトル
- WBCラテンアメリカフライ級王座
- WBOラテンアメリカフライ級王座
- IBF世界ライトフライ級王座（防衛0）
- WBAフェデセントロフライ級王座
- WBCラテンアメリカライトフライ級王座
- WBOラテンアメリカライトフライ級王座